# Károly Takács
Károly Takács (Budapeste, 21 de janeiro de 1910 - 5 de janeiro de 1976) foi o primeiro atirador a conquistar duas medalhas de ouro olímpicas no tiro rápido 25 metros. Após um acidente com granada em 1938, Takács teve a mão direita decepada e teve que aprender a atirar com a mão esquerda. Não apenas aprendeu como conquistou uma medalha de ouro dez anos depois, nos Jogos Olímpicos de Londres, em 1948.
Pelo espírito esportivo é considerado um "herói olímpico" pelo Comitê Olímpico Internacional. Após sua segunda conquista nos Jogos de Helsinque em 1952, Takács disputou os Jogos Olímpicos de 1956 em Melbourne, mas não conquistou uma terceira medalha. Até 2008, nenhum atirador conquistou três medalhas de ouro olímpicas no tiro rápido.